# 红军失散人员
红军失散人员是中国官方对第二次国内革命战争时期参加中国工农红军失散离队人员的身份认定，享受国家优抚待遇。

## 历史
1986年12月8日民政部、财政部《关于妥善解决“红军失散人员”生活困难问题的通知》（民[1986]优44号）的认定标准为：

一九三七年七月六日以前正式参加中国工农红军（包括东北抗日联军），因伤、因病、因战斗失利或组织动员分散隐蔽离队失散，并在离队后表现较好，经当地群众公认，乡、镇人民政府审查，县、市人民政府批准，认定其为“红军失散人员”。因被俘、被捕离队失散，但未发现其投敌叛变或离队后被迫担任过一般伪职，对革命没有造成危害的，也可按“红军失散人员”对待。

由省级财政发给定期定量补助。2012年标准为11870元/年。